# Window Maker
Der Window Maker (englisch; kurz auch wmaker) ist ein von Alfredo Kojima geschriebener Fenstermanager für das X Window System. 
Vom Design ist er an OPENSTEP angelehnt und als Verbesserung von AfterStep gedacht. Er bietet ein funktionales Äußeres mit umfangreichen Konfigurationsmöglichkeiten bei geringer RAM- und CPU-Belastung.
Window Maker ist der bevorzugte Fenstermanager für GNUstep, obwohl Window Maker selbst WINGs („WINGs is not GNUstep“) verwendet.
Auch KDE- und Gnome-Anwendungen können unter Window Maker ausgeführt werden. Wenn diese Programme Dock-Symbole verwenden, funktionieren diese möglicherweise nicht richtig, da Window Maker keine Kontrollleiste (Taskleiste) besitzt.

## Dock
Window Maker hat das aus NextStep bekannte Dock übernommen. Am Dock lassen sich häufig benötigte Programme und so genannte Dockapps (kleine dockbare Anwendungen wie Uhr, Lautstärkeregler) ablegen. Diese sind auf allen virtuellen Arbeitsflächen dieselben.

## Clip
Auch am so genannten Clip lassen sich regelmäßig verwendete Anwendungen befestigen. Diese können sich jedoch nach der jeweils aktiven Arbeitsfläche unterscheiden. Außerdem wird mit dem Clip zwischen den virtuellen Arbeitsflächen umgeschaltet.

## Menü
Mit einem Rechtsklick auf den Hintergrund wird das Menü aktiviert. Dieses Menü kann man vollständig seinen Bedürfnissen anpassen.

## WPrefs
Mit diesem Konfigurationsprogramm lassen sich das Erscheinungsbild und Verhalten von Window Maker einstellen. Zum Beispiel kann man Tastenkombinationen definieren, etwa zum Maximieren des aktiven Fensters oder zum schnellen Starten eines Terminals. Auch lässt sich das Menü einfach per Drag and Drop zusammenstellen.